# 格拉芬沙兴
格拉芬沙兴是奥地利布尔根兰州上瓦特县的一个市镇。总面积9.94平方公里，总人口1177人，人口密度118.4人/平方公里（2001年）。